# Cranz-Schardin-Verfahren
Das Cranz-Schardin-Verfahren, benannt nach den Ballistikern Carl Cranz und Hubert Schardin, dient der kinematographischen Aufnahme schnell ablaufender Vorgänge. Mittels einer sogenannten Funkenzeitlupenkamera (auch 24-Funken-Kamera genannt), die 1929 von Cranz und Schardin entwickelt wurde, können 24 Bilder mit einer Frequenz bis zu fünf Megahertz (MHz) aufgenommen werden.
Die Besonderheit an der Entwicklung dieses Verfahrens ist, dass es erstmals gelang, Bilder
durch die Beleuchtung mit einzelnen räumlich entfernten Funken mit dieser speziellen Kamera rein optisch auf ruhendem Film getrennt aufzunehmen. Dadurch konnten sehr schnelle dynamische Prozesse, wie z. B. die Flugbahn eines Geschosses, verfolgt werden. Die Funkenzeitlupenkamera ist heute noch im Einsatz.

## Funktionsweise

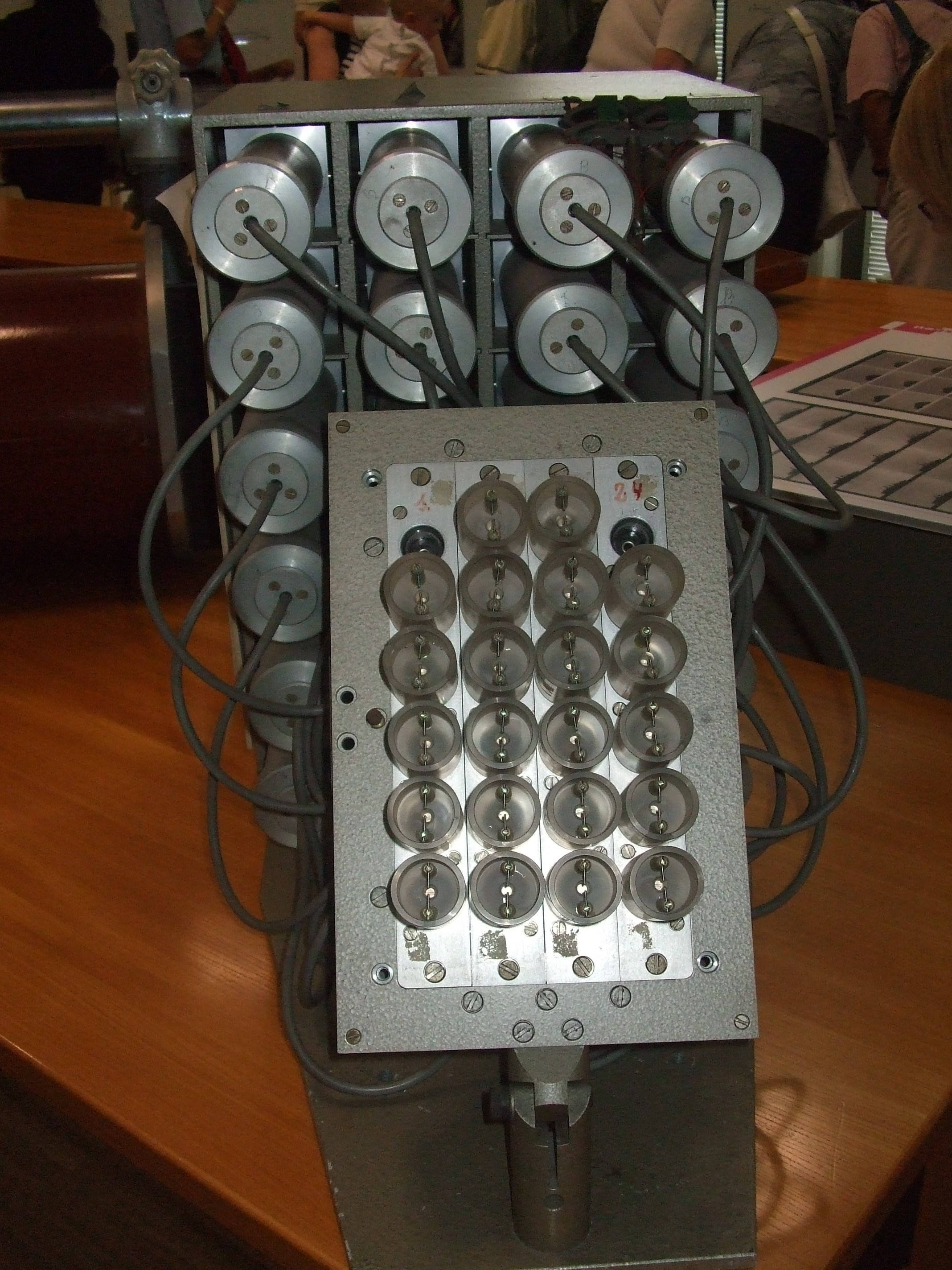
Blitzkopf mit 24 Funkenstrecken (hier sind 2 ausgebaut)

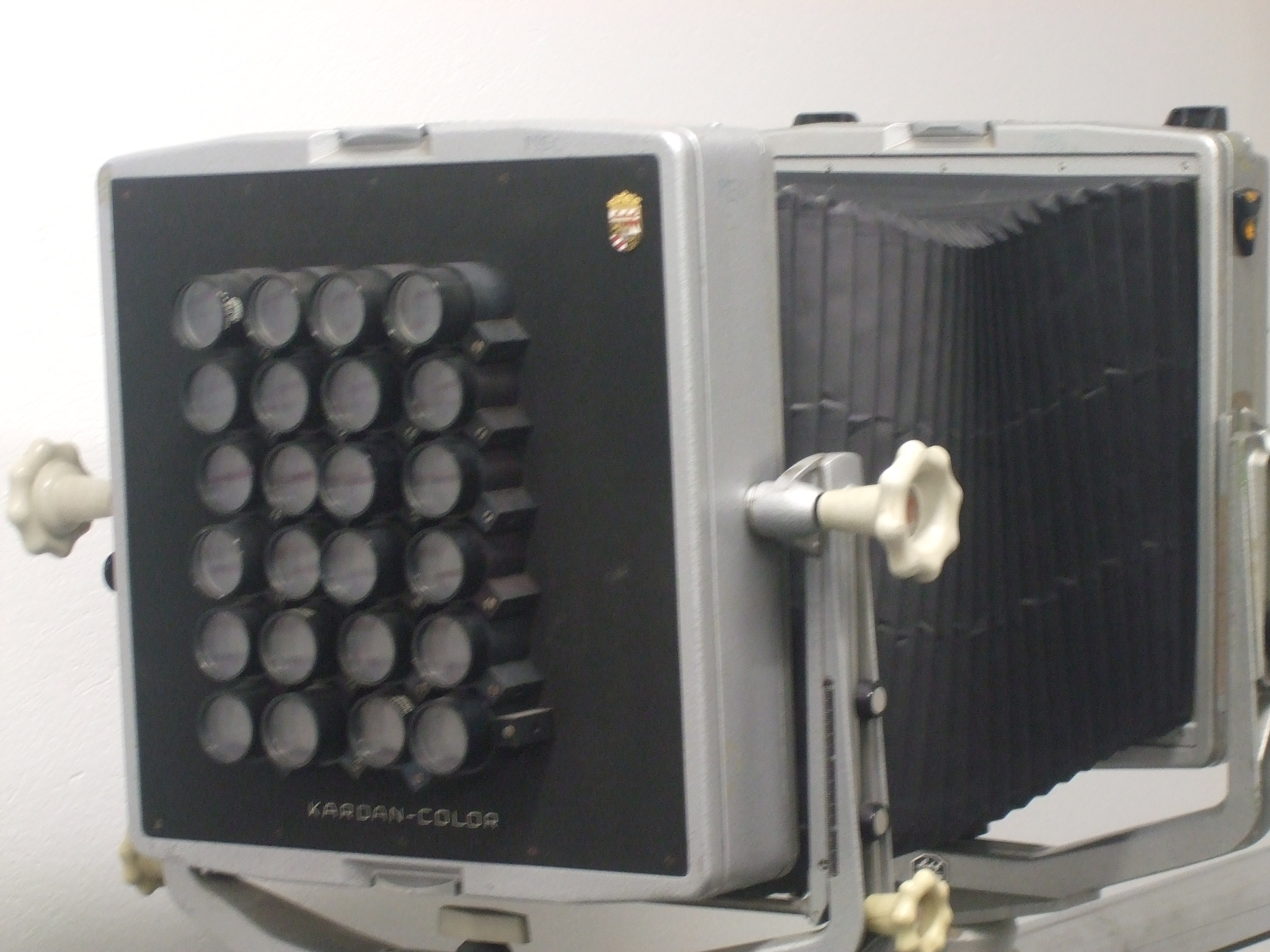
Kamera mit 24 Objektiven

Die Pioniere unter den Cranz-Schardin Kameras nutzten eine Funkenstrecke zur Belichtung des Objekts. Eine Funkenzeitlupe besteht einerseits aus einem Funkenkopf, aus dem 24 Funken gezündet werden und als Lichtquelle dienen, und andererseits aus einer Kamera mit 24 Objektiven, bei der jeweils die Objekte auf die Lichtstrahlen abgestimmt sind; Funkenkopf und Kamera stehen sich dabei gegenüber. Der Lichtstrahl des Funkens wird so an einer Linse gebündelt, dass er nach dem Durchdringen des Objekts genau in die Kamera fokussiert wird.
Die Zündung der Funken, die sehr schnell geschieht, erfolgt zeitlich versetzt, wobei jeder Funke ein Bild hervorbringt. Somit erhält man eine Reihe von 24 Fotos.
In modernen Kameras, die nach dem Cranz-Schardin Prinzip arbeiten, kommen gepulste Laser zum Einsatz. Laser ermöglichen Belichtungsenergien, die deutlich über der einer Funkenstrecke liegen. Die Belichtungszeit beträgt nur noch einige Nanosekunden. Über optische Schalter, die im einfachsten Fall aus unterschiedlich langen Lichtleitern bestehen, kann der Bildabstand beliebig verringert werden. Als praktikabel wurden bisher 10 ns bis 25 ns Bildabstand angesehen. Die Kamera selbst besteht aus bis zu zehn einzelnen CCD-Sensoren.
Das Cranz-Schardin Prinzip wird noch heute für den Bau von Hochgeschwindigkeitskameras verwendet. Der erreichbare Bildabstand führt zu effektiven Bildfrequenzen um die 100 MHz [siehe Arbeit von Lindau und Lauterborn] unter Nutzung der vollen Auflösung des CCD-Chips (kein Binning erforderlich), was mit rein elektronischen Hochgeschwindigkeitskameras kaum möglich ist. Die sehr kurze Belichtungszeit ermöglicht gestochen scharfe Aufnahmen. Digitale Cranz-Schardin Kameras kommen vorrangig in der Strömungsmechanik (instationäre Überschallströmungen) und bei der Visualisierung von Bruchprozessen zum Einsatz.

## Nachweise
- C. Skupsch, H. Chaves, C. Brücker: Cranz-Schardin camera with a large working distance for the observation of small scale high-speed flows. In: Review of Scientific Instruments. Band 82, Nr. 8, 17. August 2011, S. 083705–6, doi:10.1063/1.3624692 (englisch).
- Olgert Lindau, Werner Lauterborn: Cinematographic observation of the collapse and rebound of a laser-produced cavitation bubble near a wall. In: Journal of Fluid Mechanics. Band 479, 2003, S. 327–348, doi:10.1017/S0022112002003695 (englisch).
- J. Holzfuss: Analoge und Digitale Hochgeschwindigkeitskinematographie – Eine Übersicht (Analog and Digital High Speed Cinematography – a Review). In: tm - Technisches Messen. Band 68, Nr. 11, November 2001, S. 499, doi:10.1524/teme.2001.68.11.499 (tu-darmstadt.de [PDF]).
- H. Maecker: Über die Bewegung gestoßener Körper. In: Die Naturwissenschaften. Band 40, Nr. 20, 1953, S. 521–522, doi:10.1007/BF00628920.